# گنجشک شلی
گنجشک شلی (نام علمی: Passer shelleyi) نام یک گونه از سرده گنجشک‌های راستین است.